# Huset Zähringen
Huset Zähringen var et tysk fyrstehus, der fra 1000-tallet til 1218 herskede over forskellige områder i det Tysk-romerske rige. Huset Baden er beslægtet med Huset Zähringen.
Navnet Zähringen kan føres tilbage til borgen Zähringen nær byen Freiburg im Breisgau i den nuværende tyske delstat Baden-Württemberg. Ud over stamlandet Hertugdømmet Zähringen har slægten blandt andet regeret kortvarigt i Hertugdømmet Kärnten og Markgrevskabet Verona.
I 1218 uddøde slægten og deres arealer blev delt mellem Kronen, Huset Kyburg, Huset Urach og til det nydannede Huset Fürstenberg, ved Heinrich 1.

## Eksterne links
- Wikimedia Commons har flere filer relateret til Huset Zähringen

48°01′31″N 7°53′03″Ø / 48.0252°N 7.88406°Ø